# 沃尔-奥厄反应
沃尔-奥厄反应（Wohl-Aue reaction），得名於阿尔弗雷德·沃尔和W·奥厄，指芳香硝基化合物与苯胺衍生物在碱存在下作用产生相应的吩嗪衍生物。